# Vana-Aespa
Vana-Aespa es un pueblo de la parroquia de Kohila, condado de Rapla, en el norte de Estonia. Se encuentra a unos 6 km al noroeste del municipio de Kohila, entre Hageri y Aespa.

## Historia
Vana-Aespa se creó el 20 de diciembre de 2011 al dividir el pueblo de Aespa en dos. Los nuevos asentamientos fueron el pequeño municipio de Aespa y el pueblo de Vana-Aespa.